# Антураж (филм)
„Антураж“ (на английски: Entourage) е американска комедийна драма и продължение на едноименния сериал на HBO. Премиерата на филма е на 3 юни 2015 г.

## Продукция
Заснемането на филма започва на 19 февруари 2014 г. в Лос Анджелис. По време на снимките Кевин Конъли си счупва левия крак, докато участва в сцена, в която се опитва да хване топка, подадена му от куотърбека Ръсел Уилсън.

## Излизане по кината
Първоначалната дата за излизане на филма е 12 юни 2015 г. но на 24 октомври Warner Bros. я преместват седмица по-рано на 5 юни 2015 г. През април 2015 г. датата е преместена с още два дни назад на 3 юни 2015 г.